# 陈之龙
陳之龍（？—1660年），字雲亢。明末清初政治人物，江西宜春北外廂（今宜春市區秀江街一帶）人。

## 生平
天啟元年（1621年）中舉。歷官常德府推官、乾州知州、西安府同知。崇禎十六年（1643年）十一月，李自成至靈武（今宁夏灵武），陳之龍投降大順政權。授職寧夏節度使。李自成陷北京時為陝西節使，留守「西京」。
順治二年（1645年）投靠清廷，任右僉都御史，巡撫鳳陽。順治五年四月，擒拿黃毓祺於通州（今南通）之法寶寺，搜出印信詩詞。陳之龍始終不受清廷重用，不久，被奪職歸鄉。順治十七年，病逝。